# Aspicilia grisea
Aspicilia grisea är en lavart som beskrevs av Arnold. Aspicilia grisea ingår i släktet Aspicilia och familjen Megasporaceae.  Arten är reproducerande i Sverige. Inga underarter finns listade i Catalogue of Life.
I den svenska databasen Dyntaxa används istället namnet Aspicilia insolata för samma taxon.  Arten är reproducerande i Sverige.